# Schloss Hohenrain
Das Schloss Hohenrain, auch Schloss Haberbach genannt, war ein Schloss bei Graz. Es lag an der Straße, die vom Lustbühel ins Autal führt. Seine Geschichte geht bis in das Jahr 1629 zurück. Heute sind nur mehr Mauerreste des ehemaligen Schlosses erhalten.

## Geschichte
Das Schloss wurde 1629 vom Grazer Stadtrichter Wolf Grienpeckh erbaut. Das Obergeschoß wurde jedoch erst im 19. Jahrhundert ausgestaltet. Im 16. und 17. Jahrhundert befand es sich im Besitz der Lengheimer. Ab 1660 bis ins 18. Jahrhundert war das Geschlecht der Rainer, später der von Hohenrain genannt, die Eigentümer des Anwesens. In dem 1809 am Ruckerlberg ausgetragenen Gefecht hatte der österreichische Feldmarschall Ignácz Gyulay seinen Befehlsstützpunkt im Schloss Hohenrain. Nach 1809 wurde das Gebäude abgetragen. Seit 1956 befindet sich das Anwesen in Privatbesitz.